# Ephemerella apopsis
Ephemerella apopsis is een haft uit de familie Ephemerellidae. De wetenschappelijke naam van de soort is voor het eerst geldig gepubliceerd in 1992 door McCafferty.
De soort komt voor in het Nearctisch gebied.